# Антикліналь

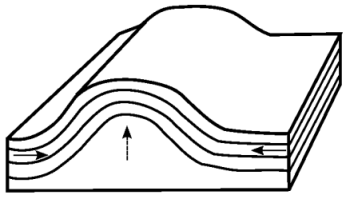
Антиклінáль

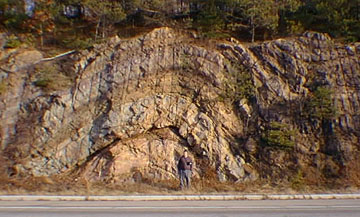
Антикліналь

Антиклінáль (від грец. ἀντι — проти і грец. κλίνω — нахиляю) — складка шарів гірських порід, в центральній частині якої при перетині їх горизонтальною площиною розташовуються древніші за віком породи відносно її периферійних частин.
Крила антикліналі похилені в обидва боки від місця перегину — замка. Замок антиклінальної складки часто називають склепінням. За положенням осьової площини, що проходить через місце найбільшого перегину верств, розрізняють пряму, похилу, лежачу, перевернуту антикліналі; за формою в плані — лінійно витягнуту антикліналь та округлу антикліналь — брахіантикліналь.